# Gründau

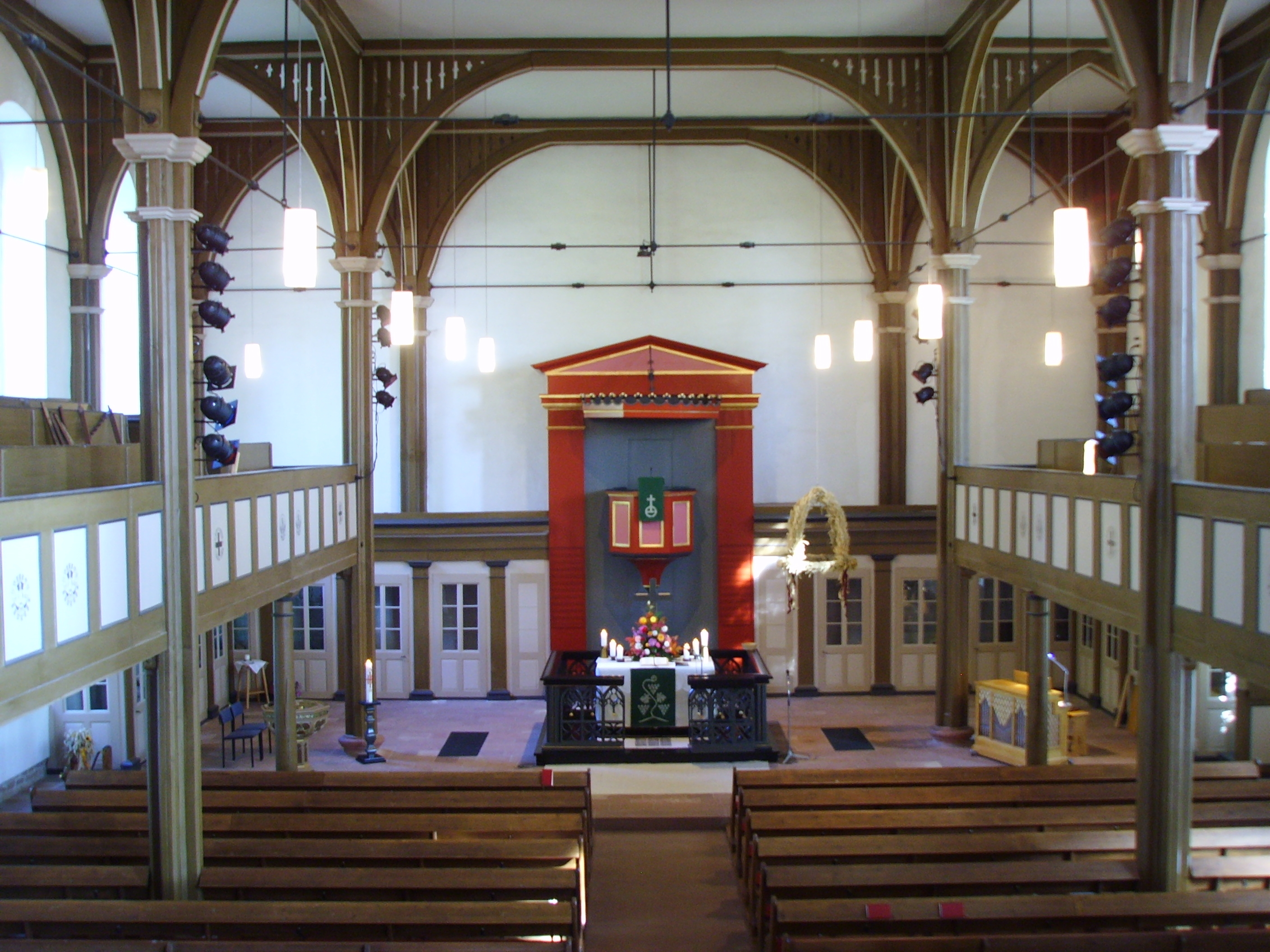
Interiorul bisericii Bergkirche

Gründau este o comună din landul Hessa, Germania.
1. ↑   https://www.gruendau.info/seite/de/gemeinde/00677:33:650/tn_33/Grussworte_des_Buergermeisters.html, accesat în 8 aprilie 2025 Lipsește sau este vid: |title= (ajutor)
2. ↑  Alle politisch selbständigen Gemeinden mit ausgewählten Merkmalen am 31.12.2018 (4. Quartal) (în germană), Statistisches Bundesamt[*], arhivat din original la 10 martie 2019, accesat în 10 martie 2019